# Phil Shinnick
Phillip Kent Shinnick dit Phil Shinnick (né le 11 avril 1943 à Spokane) est un athlète américain spécialiste du saut en longueur.

## Biographie
Le 25 mai 1963 à Modesto lors des Modesto Relays, Phil Shinnick établit la marque de 8,33 m et améliore de deux centimètres les record du monde du saut en longueur détenu par la Soviétique Igor Ter-Ovanessian. Phil Shinnick détenait un record personnel de 7,75 m avant le début de la compétition. Mais, ce record ne fut pas homologué par l'IAAF en raison d'un vent supérieur à la limite autorisée. Mais contestant la présence de vent ce jour-là, l'athlète américain verra finalement son saut validé, une première fois en 2003 par l'USATF en tant qu'ancien record des États-Unis, et surtout en 2021 par World Athletics en tant qu'ancien record du monde, 58 ans après sa performance de Modesto,.
En 1964, il se classe troisième des sélections olympiques américaines qui voient son compatriote Ralph Boston établir un nouveau record du monde en 8,34 m. Il participe aux Jeux olympiques de 1964 à Tokyo mais ne franchit pas le cap des qualifications.